# 方荣祥
方荣祥（1946年1月19日—），男，原籍安徽绩溪，生于上海，中国植物病毒学和植物生物技术专家。现任中国科学院微生物研究所研究员、所长，植物生物技术重点实验室主任。

## 生平
方荣祥原籍安徽绩溪，生于上海。1967年毕业于复旦大学。
2003年当选为中国科学院院士。2008年，当选第十一届全国政协委员，代表农业界，分入第三十九组。